# Суково
Суково (на сръбски: Суково или Sukovo) е село в Сърбия, община Пирот. В 2002 година селото има 728 жители. Край селото е разположен Суковският манастир.

## История
Суково се споменава в документ от 1019 година като част от Средешката епархия на Охридската архиепископия.
В съкратен регистър на Пиротския кадилък от 1530 г. Сукова е отбелязано като село в каза Шехир кьой, султански хас, с 53 домакинства, 7 неженени и 2 вдовици.
Според османотурски документи, към 1570 година селото е султански хас. 40 от домакинствата ползват предвидените за войнуци данъчни облекчения. В данъчен регистър на джелепкешаните от 1576 година селото е посочено като Сукова. Един местен жител - Стойке Богулин, дължи налог от 30 овце.
При избухването на Балканската война в 1912 година един човек от Суково е доброволец в Македоно-одринското опълчение.
По време на Първата световна война, в началото на октомври 1915 година край Суково се водят сражения. Сава Стоянович, командир на отделение в Четвърти артилерийски полк,  описва селото по следния начин:
| „ | Селото Суково представляваше същата картина както и с. Чорин дол - широко отворени и изпотрошени прозорци, изкъртени врати, полусрутени къщи... и страшна пустота навред! Всичко разхрърлено и ограбено, а жителите отвлечени. Останали бяха само един столетен, почти ослепял старец, две бабички прегърбени и ... дузина настръхнали, измършавели псета, които виеха зловещо.... Гледам тия останали „сърби“ - чисти шопи! С калпака му, с кожуха му ... И жените също така облечени. Па и говорът им - чисто български с малък сръбски акцент и слаб примес от сръбски думи ... навик от дългото съжителсто със сърбите... | “ |

## Личности
Родени в Суково
- Сотир Станчев (Станчов, Статов, 1876 – 1913), македоно-одрински опълченец, 3 рота на 3 солунска дружина, загинал в Междусъюзническата война при село Дренок[7]